# 21st Century Fox
Twenty-First Century Fox (Außenauftritt als 21st Century Fox) war ein US-amerikanisches Medienunternehmen mit Sitz in New York City. Es entstand durch die Aufspaltung und Umfirmierung der News Corporation und löste sich im März 2019 auf, da die The Walt Disney Company große Teile des Unternehmens kaufte. Die Teile, die Disney nicht kaufte, firmierten neu als Fox Corporation.
In den Forbes Global 2000 der weltweit größten Unternehmen belegt 21st Century Fox Platz 198 (Stand: Geschäftsjahr 2017). Das Unternehmen kam Mitte 2018 auf einen Börsenwert von rund 70 Mrd. US-Dollar.

## Geschichte
Twenty-First Century Fox wurde im Jahr 1979 unter dem Namen News Corporation gegründet. Am 28. Juni 2013 gliederte sie ihre verlustreichen Printmedien in die neugegründete News Corp. aus. Der Unternehmensteil, in dem das Film- und Fernsehgeschäft sowie Bezahlfernsehen verblieben, wurde zur Twenty-First Century Fox.
Am 14. Dezember 2017 wurde der geplante Verkauf von Teilen der 21st Century Fox an Disney offiziell bekanntgegeben. Für eine Summe von 52,4 Milliarden Dollar wollte Disney dabei unter anderem 20th Century Fox und Sky plc übernehmen. Als Comcast ein höheres Angebot vorlegte, erhöhte Disney sein Gebot auf 71,3 Mrd. Dollar. Die US-Wettbewerbsbehörden erteilten unter Auflagen die Genehmigung. Auch die Europäische Kommission prüfte die Übernahme unter den Gesichtspunkten der Fusionskontrollverordnung. Die Nachrichten- und einige nationale Sportkanäle sollten davor von 21st Century Fox abgespalten werden. Im November 2018 wurde die Genehmigung unter der Auflage erteilt, dass Disney seine Anteile an europäischen Sendern wie A&E Germany, History und Crime & Investigation verkauft. Im März 2019 übernahm Disney große Teile von 21st Century Fox für 71 Milliarden Dollar. Dadurch gingen das Filmstudio 20th Century Fox sowie diverse Fernsehsender von Fox an Disney, jedoch nicht Sky, da dieses schon 2018 durch Comcast übernommen worden war.

## Unternehmensbereiche
Die Twenty-First Century Fox Inc. gliederte sich vor den Käufen von Disney und Comcast in die Bereiche Kabel, Spielfilm und Unterhaltung, Fernsehen sowie Direct Broadcast und Satellitenfernsehen. Der Bezahlsender Foxtel sowie Fox Sports Australia wurden zusammen mit dem Printbereich in die News Corp. ausgegliedert.
| Geschäftsbereiche der 21st Century Fox | Geschäftsbereiche der 21st Century Fox | Geschäftsbereiche der 21st Century Fox                                                | Geschäftsbereiche der 21st Century Fox                                                                                  |
| Kabel | Spielfilm/Unterhaltung | Fernsehen                                                                             | Bezahlfernsehen und Satelliten-Kanäle                                                                                   |
| --- | --- | ------------------------------------------------------------------------------------- | --- |
| - Fox Networks - Big Ten Network - Fox Business Network - Fox Deportes - Fox News Channel - Fox International Channels - Fox Sports 1 - Fox Sports Net (FSN) - FX Networks and Productions - MundoFox - National Geographic Channels - STAR India - TataSky (30 %) - YES Network | 20th Century Fox - Fox 2000 Pictures - Fox Searchlight Pictures - Fox Animation and Blue Sky Studios - 20th Century Fox Home Entertainment - 20th Century Fox Television - FX Productions - Fox 21 Television Studios - Endemol Shine Group | - Fox Broadcasting Network - Fox Sports - Fox Television Stations Group - MyNetworkTV | Sky Plc. (39,1 %) - Sky UK (Vereinigtes Königreich, Irland) - Sky Deutschland (Deutschland und Österreich) - Sky Italia |